# Джо Воррен
Джо Воррен (англ. Joe Warren; нар. 13 жовтня 1976, Гренд-Репідс, штат Мічиган) — американський борець греко-римського стилю, чемпіон світу, Панамериканський чемпіон, володар Кубку світу.

## Життєпис
Боротьбою почав займатися з 1984 року.
Виступав за Атлетичний клуб Нью-Йорка. Тренер — Момир Петкович.
З березня 2009 по 30 листопада 2018 року виступав у змішаних єдинобоствах. Провів 23 бої, в яких здобув 15 перемог і зазнав 8 поразок.

## Спортивні результати на міжнародних змаганнях з греко-римської боротьби

### Виступи на Чемпіонатах світу
| Змагання                        | Збірна | Вагова категорія                 | Місце  |
| ------------------------------- | ------ | -------------------------------- | ------ |
| Чемпіонат світу з боротьби 2005 | США    | греко-римська боротьба, до 60 кг | 9      |
| Чемпіонат світу з боротьби 2006 | США    | греко-римська боротьба, до 60 кг | Золото |

### Виступи на Панамериканських чемпіонатах
| Змагання                                   | Збірна | Вагова категорія                 | Місце  |
| ------------------------------------------ | ------ | -------------------------------- | ------ |
| Панамериканський чемпіонат з боротьби 2006 | США    | греко-римська боротьба, до 60 кг | Золото |

### Виступи на Кубках світу
| Змагання                    | Збірна | Вагова категорія                 | Місце  |
| --------------------------- | ------ | -------------------------------- | ------ |
| Кубок світу з боротьби 2007 | США    | греко-римська боротьба, до 60 кг | Золото |

### Виступи на інших змаганнях
| Змагання                                                | Збірна | Вагова категорія                 | Місце  |
| ------------------------------------------------------- | ------ | -------------------------------- | ------ |
| Чемпіонат світу з боротьби серед студентів 2000         | США    | греко-римська боротьба, до 63 кг | 6      |
| Міжнародний меморіал Дейва Шульца 2002                  | США    | греко-римська боротьба, до 60 кг | Срібло |
| Міжнародний меморіал Дейва Шульца 2003                  | США    | греко-римська боротьба, до 60 кг | 4      |
| Гран-прі Німеччини з боротьби 2003                      | США    | греко-римська боротьба, до 60 кг | 9      |
| Міжнародний меморіал Дейва Шульца 2004                  | США    | греко-римська боротьба, до 60 кг | Срібло |
| Міжнародний меморіал Дейва Шульца 2005                  | США    | греко-римська боротьба, до 60 кг | Золото |
| Міжнародний меморіал Дейва Шульца 2007                  | США    | греко-римська боротьба, до 60 кг | Срібло |
| Міжнародний турнір Ньюйоркського атлетичного клубу 2011 | США    | греко-римська боротьба, до 60 кг | 4      |